# Rhabdoblatta asymmetrica
Rhabdoblatta asymmetrica är en kackerlacksart som beskrevs av Bei-Bienko 1968. Rhabdoblatta asymmetrica ingår i släktet Rhabdoblatta och familjen jättekackerlackor.
Artens utbredningsområde är Nepal. Inga underarter finns listade i Catalogue of Life.